# Didogobius wirtzi
Didogobius wirtzi é uma espécie de peixe da família Gobiidae e da ordem Perciformes.

## Morfologia
- Os machos podem atingir 3,1 cm de comprimento total.[4]

## Habitat
É um peixe marítimo, de clima tropical e bentopelágico que vive entre 15–25 m de profundidade.

## Distribuição geográfica
É encontrado no Oceano Atlântico Norte: Cabo Verde.

## Observações
É inofensivo para os humanos.